# Unkana nigrifacies
Unkana nigrifacies är en insektsart som beskrevs av Matsumura 1935. Unkana nigrifacies ingår i släktet Unkana och familjen sporrstritar. Utöver nominatformen finns också underarten U. n. hyalipennis.